# Xã Butler, Quận Jackson, Iowa
Xã Butler (tiếng Anh: Butler Township) là một xã thuộc quận Jackson, tiểu bang Iowa, Hoa Kỳ. Năm 2010, dân số của xã này là 402 người.